# Puerta del Sur (metrostation)
Puerta del Sur is een metrostation in Alcorcón. Het station werd geopend op 11 april 2003 en wordt bediend door de lijnen 10 en 12 van de metro van Madrid.